# 譚元壽
譚元壽（1929年1月4日—2020年10月9日），祖籍湖北武汉，生于北京，中国京劇表演艺术家，工生行。

## 生平
他長期在北京京劇團（今北京京劇院）工作。在彩色京劇電影《秦香蓮》裡演陳世美的家將韓琪，在列為樣板戲的現代京劇（京劇現代戲）《沙家浜》裡演指導員郭建光。
2020年10月9日12时许在京逝世，享年92岁。

## 家族
富連成科班元字科出身，曾祖父譚鑫培，祖父譚小培，父親譚富英都是京劇表演藝術家。
他的兒子譚孝曾和孫譚正岩都是生行京劇演員。